# ジョン・フレール

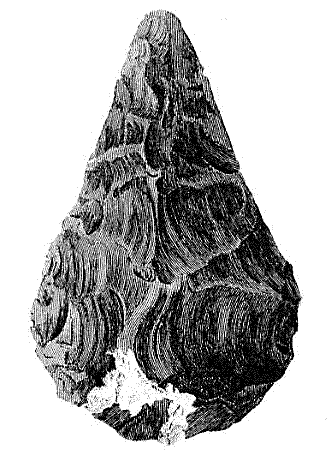
フレールが発見した手斧のひとつ

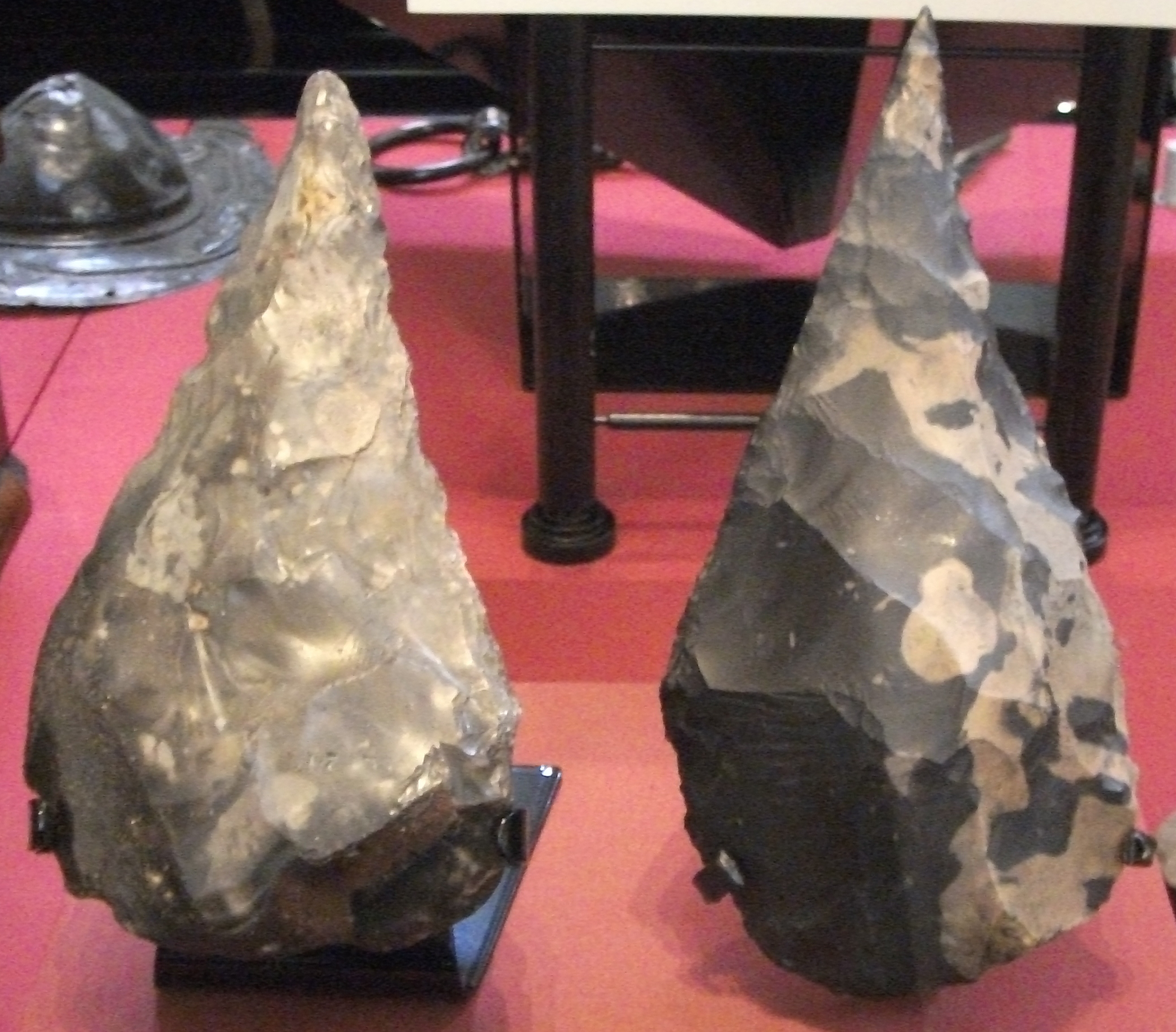
大英博物館に展示されたホクスンの手斧(Hoxne Handaxe)（左）：右はロンドンで発見されたグレイズ・イン・レーンの手斧(Gray's Inn Lane Handaxe)

ジョン・フレール（John Frere、1740年8月10日 - 1807年7月12日）は、イングランドの好古家、すなわち考古学確立以前の遺物研究者で、1797年にサフォーク州ホクスンで旧石器時代の石器を、絶滅種の大型動物とともに発見した先駆者。

## 生涯
フレールは、ノーフォーク州ロイドン・ホール (Roydon Hall) に、シェパード・フレール (Sheppard Frere) とスザナ・ハトレー (Susanna Hatley) の息子として生まれた。エレノア・フェン (Ellenor Fenn) は彼妹である。1766年、フレールは、ケンブリッジ大学ゴンヴィル・アンド・キーズ・カレッジを数学専攻者の第2位にあたる「セカンド・ラングラー」として卒業し、さらに同カレッジから修士号 (MA) を取得し、さらにフェローに選ばれた。その後、フレールは政治家としていくつかの公職を歴任し、1799年から1802年まで庶民院議員を務めた。

## 好古趣味/考古学
粘土採取のために掘られた穴にあった加工石器の観察から湧き上がった過去への関心は、フレールをロンドン考古協会や王立協会のフェローの座へ、また、ディスにあった自宅からみてウェイヴニー川の対岸にあたるホクスンの集落の（少し離れた東側ではなく）すぐ南側における本格的な発掘作業へと導くことになった。フレールは、地元の煉瓦工が掘った深さ12フィート（4メートル）の穴で発見した燧石製の武器と絶滅種哺乳類の大きな骨について、ロンドン考古協会に書簡を送った。フレールは、自分が発見した加工された燧石について、「...武器であり、金属の利用を知らなかった人々が製造、使用したもので...。この武器が発見された状況からすると、実に古い時代の、あるいは、現在の世界以前のものかもしれない...。」と記している。さらにフレールは、発見した石器が古代の海底の下に横たわっていたという層序学的見解について慎重に記述している。この書簡は、1797年6月22日の会合で公式に検討され、1800年に公刊されたが、フレールの解釈は当時の一般的認識とは根本的に異なるものであり、その後60年ほどの年月にわたって見過ごされたままになった。
フレールが石器を発見した場所は、その書簡で述べられた見解から、また、並行して発見された遺物、動物の化石、層序学的証拠などから、ヨーロッパにおける中期更新世の重要な発掘場所のひとつと考えられている。

## 家族
1768年6月12日、フレールは、ジョン・フーカム(John Hookham)の娘であるジェイン・フーカム (Jane Hookham) と結婚した。ジョン・フーカム・フレール (John Hookham Frere) は、この夫妻の間に長男として生まれた。また、次男エドワード (Edward) が後にもうけた子どもがヘンリー・バートル・フレール (Henry Bartle Frere) である。四男ウィリアム・フレール (William Frere) 、五男バーソロミュー・フレール (Bartholomew Frere) 、六男ジェイムズ・ハトレー・フレール (James Hatley Frere) を含め、夫妻の間には7男2女が生まれた。